# Faster (Film)
Faster ist ein US-amerikanischer Actionfilm aus dem Jahr 2010. Der Film kam am 17. März 2011 in die deutschen Kinos.

## Handlung
James Cullen, genannt „Driver“, wird nach zehn Jahren Haft aus dem Gefängnis entlassen. Er war inhaftiert worden, weil er und sein Bruder an einem Banküberfall beteiligt gewesen waren. Jedoch wurde ihr Versteck von einem Unbekannten verraten. Eine Gruppe Bewaffneter ermordete alle Beteiligten des Banküberfalls, um die Herausgabe der Beute zu erzwingen und keine Zeugen zu hinterlassen. Nur Cullen überlebte knapp einen Kopfschuss. Im letzten Gespräch mit dem Gefängnisdirektor ermahnt dieser Cullen, ein besserer Mensch zu werden. Cullen verfolgt jedoch ein festes Ziel. Mit einer Chevrolet Chevelle SS (Modell 1970–1972) fährt er zu einem Bürogebäude und erschießt dort einen Mitarbeiter namens Prescott Aernton. Anhand einer Liste, die Cullen bei einem Privatdetektiv in Auftrag gab, erfährt er sämtliche Namen der Personen, die an der Ermordung seines Bruders beteiligt waren.
Währenddessen wird Cullen von Detective Cicero und einem Polizisten mittleren Alters namens Slade Humphries verfolgt, der Cop genannt wird und dessen Leben aufgrund seines Drogenkonsums aus den Fugen geriet. Sie untersuchen den Mord an Prescott Aernton und sehen sich die Videoaufzeichnungen der Überwachungskameras des Büros an. Cicero erinnert sich an das Gesicht Cullens, kann es aber noch nicht zuordnen. Kurze Zeit später wird ein namenloser Auftragsmörder angeheuert, der als „Killer“ bezeichnet wird und Cullen töten soll. Er erzählt seiner Freundin Lily, dass dies sein letzter Job sein wird. Der Konflikt zwischen seiner Arbeit und seiner Liebe zu Lily scheint ihm zu schwerwiegend.
Derweil hat Cullen bereits sein zweites Opfer auf der Liste ausgemacht. Es handelt sich um einen alten Mann namens Kenneth Tyson, der seine eigenen Snuff-Filme dreht. Tyson wird von Cullen überrascht, als er im Begriff ist, sich an einem Mädchen zu vergehen, das er in seiner Wohnung betäubt hat. Cullen tötet ihn, rettet dadurch das Mädchen und flüchtet aus der Wohnung. Unterdessen hat der Killer längst Cullens Fährte aufgenommen und ist ihm gefolgt. Im Flur liefern sich beide eine Schießerei. Cullen kann flüchten, der Killer empfindet die Niederlage als Schmach und kann nur schwer damit umgehen, dass er seinen letzten Auftrag nicht erfüllen konnte.
Cicero untersucht Cullens Vergangenheit und findet dabei heraus, dass dieser nach dem Banküberfall betrogen wurde. Cicero erinnert sich an ein Video, das den Ermittlern damals vorlag und die Hinrichtung der Bankräuber zeigt. Die Ermittler sind sich einig, dass Cullen im Begriff ist, alle Beteiligten des Hinterhalts zu ermorden.
Cullen besucht derweil seine Ex-Freundin Nan, die auch auf seiner Liste steht. Sie hat inzwischen eine neue Familie und ein Kind. Er erfährt, dass sie aufgrund Cullens Inhaftierung ihr gemeinsames ungeborenes Kind abtrieb. Sie weiß um Cullens Rachefeldzug und wünscht ihm, dass er erfolgreich sein wird. Nevada ist Cullens nächstes Ziel, um dort eine weitere Person seiner Liste zu finden und zu töten. Der gesuchte Hovis Nixon, der Baphomet genannt wird, tötete einst Cullens Bruder und arbeitet nun als Türsteher in einem Strip-Club. Da Cullen seine Waffen nicht mit in den Club nehmen kann, ersticht er Nixon mit Hilfe eines Eispickel, den er an der Bar in seinen Besitz bringen konnte. Er verlässt den Tatort in dem Glauben, Nixon sei tot. Durch einen Radiobericht wird Cullen jedoch darüber informiert, dass Nixon die Tat überlebte. Humphries und Cicero rechnen mit Cullens Rückkehr zu seinem letzten Opfer, um den Mörder seines Bruders endgültig zu töten. Tatsächlich sucht Cullen das Krankenhaus auf und tötet Nixon während seiner Operation, die ihm das Leben retten sollte. Humphries versucht die Gelegenheit zu nutzen, um Cullen zu überwältigen. Stattdessen erhält Cullen die Möglichkeit, Humphries zu töten, verschont ihn jedoch, da er im Gegensatz zu seinen Opfern keine Rachegefühle gegen den Polizisten hegt. Cullen verlässt das Krankenhaus und flüchtet. Unterwegs wird er abermals von dem auf ihn angesetzten Killer verfolgt. Nach einer rasanten Verfolgungsjagd auf dem Highway zerschießt Cullen die Reifen des Wagens seines Verfolgers. Der Killer verwundet Cullen daraufhin durch einen Streifschuss am Hals.
Cullen fährt zum vorletzten Namen auf seiner Liste. Es ist der Name seines Vaters. Von seiner Mutter erfährt Cullen jedoch, dass dieser bereits tot ist und Cullen ein uneheliches Kind sei. Sie überzeugt ihn auch, dass dieser nicht für den Verrat verantwortlich ist, weil er seinen leiblichen Sohn – Cullens Bruder und Komplize beim Banküberfall – im Gegensatz zu ihm wirklich geliebt hat und deswegen nie verraten hätte. Nachdem seine Mutter seine Halswunde versorgt hat, fährt er fort, um den letzten Mann auf der Liste zu töten. Es handelt sich um Alexander Jarod, einen evangelischen Wanderpriester, dessen Predigten Cullen in den letzten Tagen im Radio verfolgt hat. Jarod hat Cullen bereits erwartet und bittet um Vergebung, da er sein Leben geändert und der Predigt über Vergebung gewidmet hat. Cullen kehrt in die Kirche zurück, nachdem er Jarod im letzten Moment verschont hat. Dort trifft er auf Killer, der ihn mit einer Waffe bedroht. Cullen verzichtet jedoch auf eine Gegenwehr, was den Killer wütend macht, da er seine Ehre verletzt sieht. Killer verrät, dass Cullens Liste noch nicht vollständig ist, da sein Auftraggeber ebenfalls etwas mit dem Hinterhalt zu tun hat.
Humphries kommt als Polizist hinzu und fordert Killer auf, seine Waffe niederzulegen, ansonsten würde er sterben. Als er der Aufforderung nachkommt, schießt Humphries überraschend Cullen in den Hinterkopf; es stellt sich heraus, dass er den Killer engagiert hatte. Schließlich will er dem Killer seinen üblichen Sold – einen symbolischen Dollar – für den Auftrag übergeben. Dieser verweigert jedoch, da nicht er, sondern Humphries Cullen erschossen habe, und gibt zu verstehen, dass er von nun an aus dem Geschäft ist. Humphries ruft am Strand stehend seine Freundin Marina, die einstige Ex-Freundin des Bruders von Cullen, an. Sie war es, die die Brüder einst bei ihrem Banküberfall verriet und Humphries den Tipp gab, die Beute des Banküberfalls den Bankräubern zu rauben. Plötzlich wird Humphries jedoch von Cullen erschossen, welcher durch eine Metallplatte im Kopf überlebt hatte, die die Kugel abgelenkt hatte. Bevor Cicero die Kirche betritt und anschließend Humphries’ toten Körper am Strand entdeckt, ist Cullen bereits geflüchtet. Schon vor ihrer Fahrt hatte sie durch ein Fax erfahren, dass Humphries als Verbrecher in den Fall verwickelt war, hält diesen Hintergrund jedoch geheim, so dass er stattdessen als ehrbares Opfer in Erinnerung bleibt.
Nachdem Cullen den Tod seines Bruders gerächt hat, streut er die Asche seines Bruders ins Meer und fährt davon.

## Hintergrund

### Vorproduktion
Ursprünglich war Salma Hayek für die Rolle des Detective Cicero vorgesehen, sie musste sich jedoch aufgrund von sich zeitlich überschneidenden Dreharbeiten gegen die Beteiligung am Film entscheiden, so dass diese Rolle schließlich an Carla Gugino vergeben wurde. Als Regisseur war zunächst Phil Joanou im Gespräch, bevor George Tillman Jr. die Regiearbeit übernahm.

### Dreharbeiten
Die Dreharbeiten fanden an verschiedenen Orten in Kalifornien statt, darunter in Los Angeles, Tehachapi, Pasadena und Santa Clarita. Sie begannen am 8. Februar 2010 und endeten am 27. April 2010.

### Nachproduktion
Im deutschen Trailer zum Film ist zu sehen, wie der Killer am Schluss von Cullen getötet wird. Er stößt frontal mit dem Ferrari des Killers auf dem Highway zusammen. Cullens Wagen wird dabei über den Ferrari katapultiert und zerstört. Danach ist zu sehen, wie der Killer tot auf dem Highway liegt und Cullen davon geht. Diese Szene ist im Film nicht zu sehen. Dabei handelt es sich um eine nicht verwendete Szene, wie Regisseur George Tillman Jr. in den „Extras“ der DVD erklärt. Ein Testpublikum habe es nicht für gut befunden, dass der an sich nicht unsympathische Killer sterben solle, weswegen das Drehbuch geändert und die Todesszene des Killers geschnitten wurde. Auch war geplant, dass Cullen in der Schlusssequenz von dutzenden Polizeifahrzeugen verfolgt und somit gefasst wird. Auch diese Szene wurde zugunsten eines offenen Endes weggelassen.

### Veröffentlichung
In den Vereinigten Staaten startete der Film bereits am 24. November 2010 und spielte bei einem Budget von 24 Millionen US-Dollar weltweite Einnahmen von 35,6 Millionen US-Dollar ein. Am selben Tag lief der Film in Kanada an. Das deutsche Publikum bekam Faster erst am 17. März 2011 zu sehen.
Am 25. August 2011 wurde der Film von Sony Pictures Home Entertainment auf DVD und Blu-ray Disc mit einer FSK-18-Freigabe veröffentlicht.

## Deutsche Synchronfassung
Die deutsche Synchronbearbeitung entstand bei Interopa Film in Berlin. Die Synchronregie führte Andreas Pollak.
| Darsteller               | Deutscher Sprecher        | Rolle                  |
| ------------------------ | ------------------------- | ---------------------- |
| Dwayne Johnson           | Ingo Albrecht             | James „Driver“ Cullen  |
| Billy Bob Thornton       | Joachim Tennstedt         | Slade „Cop“ Humphries  |
| Lester Speight           | Marco Kröger              | Hovis „Baphomet“ Nixon |
| Carla Gugino             | Victoria Sturm            | Cicero                 |
| Adewale Akinnuoye-Agbaje | Charles Rettinghaus       | Der Evangelist         |
| Annie Corley             | Joseline Gassen           | Drivers Mutter         |
| Sidney S. Liufau         | Tilo Schmitz              | Kenny                  |
| Oliver Jackson-Cohen     | Gerrit Schmidt-Foß        | Killer                 |
| Maggie Grace             | Josefin Hagen             | Lily                   |
| Michael Blain-Rozgay     | Helmut Gauß               | Nachrichtenmoderator   |
| John Cirigliano          | Matthias Klages           | Alter Mann             |
| Mike Epps                | Olaf Reichmann            | Roy Grone              |
| Xander Berkeley          | Reinhard Kuhnert          | Sergeant Mallory       |
| Michael Irby             | Sebastian Christoph Jacob | Vaquero                |
| Tom Berenger             | Axel Lutter               | Warden                 |

## Rezeption
Laut Rotten Tomatoes erhielt der Film durchwachsene Kritik. Das Fachpublikum bescheinigte dem Film eine Durchschnittsbewertung von 42 Prozent.

„Sinn- und schnörkelfreier Actionfilm, der in seiner geradlinigen, trockenen Inszenierung ans Genrekino der 1970er-Jahre erinnert und dadurch auch einige aberwitzige Handlungsmomente erdet. Das derbe Rachedrama versucht gar nicht erst, seine gewalttätige Handlung durch „gesellschaftskritische“ Spitzen zu bemänteln, sondern liefert ebenso simple wie rasante Genreunterhaltung.“

„[Der Trailer] suggeriert […], was man von einem Film mit dem Titel ‚Faster‘ auch erwartet: viel Geballer, coole Oneliner, heiße Frauen – also den perfekten Film für einen entspannten Kinoabend mit Popcorn und Bier. Aber was Regisseur George Tillman Jr. hier präsentiert, ist alles andere als leichtverdauliches Actionkino zum Gehirnabschalten und Spaßhaben. Vielmehr erwartet den überraschten Zuschauer ein düsteres Rachedrama.“

## Auszeichnungen
Teen Choice Awards 2011
- Nominierung in der Kategorie Choice Movies: Action
- Nominierung in der Kategorie Choice Movie Actor: Action für Dwayne Johnson
- Nominierung in der Kategorie Choice Movie Actress: Action für Carla Gugino

Image Award 2011
- Nominierung in der Kategorie Outstanding Directing in a Motion Picture (Theatrical or Television) für George Tillman Jr.

World Soundtrack Awards 2011
- Nominierung in der Kategorie Soundtrack Composer of the Year für Clint Mansell